# Doris Totten Chase
Doris Totten Chase (* 29. April 1923 in Seattle, Washington; † 13. Dezember 2008 ebenda) war eine US-amerikanische Malerin, Bildhauerin, Videokünstlerin und Pädagogin. Sie gilt als Pionierin der Videokunst und war Mitglied der Northwest School.

## Leben
Doris Chase wurde in Seattle geboren und begann 1941 ein Architekturstudium an der University of Washington, das sie 1943 abbrach. In den 1950er Jahren begann sie ihre künstlerische Laufbahn als Malerin und Bildhauerin. In den 1970er Jahren wandte sie sich der Videokunst zu und produzierte über 50 Videos, die als Schlüsselwerke in der Geschichte der Videokunst gelten. Doris Chase starb im Dezember 2008 an den Folgen mehrerer Schlaganfälle und der Alzheimer-Krankheit.

## Werk
In ihrem Frühwerk malte Doris Chase vor allem Landschaften und Figuren aus dem Nordwesten, häufig Musiker, in Farbblöcken, die manchmal mit Sand aufgeschichtet wurden, um eine schwere, grobe Textur zu erhalten. Als Inspirationsquelle nannte sie die strukturierten Muster der Korbflechtereien und Schnitzereien der amerikanischen Ureinwohner der Nordwestküste. Ihre erste Einzelausstellung in der Otto Seligman Gallery im Jahr 1956 war ein Erfolg und die Seattle Times bezeichnete sie als „eine ernsthafte und talentierte junge Malerin“. Weitere Ausstellungen in New York und Tokio folgten. Außerdem wurde sie in die Künstlerkolonie der Huntington Hartford Foundation aufgenommen, wo sie in den Jahren 1965, 1966 und 1969 jeweils einen Monat in Pacific Palisades, Kalifornien, arbeiten konnte.
Ihr Werk entwickelte sich von lavierten Zeichnungen zu einer Serie von Zementbildern für den Außenbereich, die mit Gesichtern und Wörtern wie „Freude“ und „Liebe“ beschriftet waren. Doris Chase experimentierte auch mit geformten Leinwänden und Gemälden auf Holz, von denen einige mit Scharnieren versehen waren, die beim Öffnen eine zusätzliche Malfläche freigaben. Viele ihrer Formen luden den Betrachter ein, mit den Modulen zu interagieren und sie neu zu arrangieren. 1968 verwendete die Tänzerin Mary Staton einen Satz von Doris Chases großen Holzkreisen in einem choreografierten Tanz. Die Tänzerinnen und Tänzer drehten sich breitbeinig wie die Speichen riesiger Holzräder auf der Bühne der Seattle Opera.  
In Zusammenarbeit mit Boeing produzierte Doris Chase Circles, einen Computerfilm über sich drehende Reifen, und KING Screen Productions drehte einen Film über die Zusammenarbeit von Tanz und Skulptur. Doris Chase bat um Material aus dem Film von KING Screen Productions. Mit Hilfe von Bob Brown und Frank Olvey schuf sie ihren eigenen Film, Circles II. 
Farbseparationen zeigten die Tänzer und die Skulptur als farbige Formen, und im Zeitraffer entstanden Lichtspuren, die dem Weg der Arme und Beine der Tänzer folgten. Der Film wurde 1973 auf dem American Film Festival in New York ausgezeichnet und mit den Tanzgemälden von Henri Matisse verglichen. Während der Produktion von Circles II baute Doris Chase Prototypen von großen, bunten kinetischen Skulpturen für Kinder, die ihnen helfen sollten, ihr Gleichgewicht und ihr Körperbewusstsein zu verbessern.
In den frühen 1970er Jahren begann Doris Chase mit der Arbeit an Videos mit Computerbildern, inspiriert von Nam June Paik, dem koreanischen Künstler, der als Begründer der Videokunst gilt. In den Jahren 1973–74 nahm sie am Artist in Residence Programm des Experimental Television Center teil und begann, ihre Skulpturen mit interaktiven Tänzern zu kombinieren, wobei sie Spezialeffekte einsetzte, um traumähnliche Werke zu schaffen. Als Videokünstlerin und unter der Schirmherrschaft der U.S. Information Agency hielt Doris Chase Vorträge und zeigte ihre Arbeiten in Indien, Europa, Australien, Südamerika, der Tschechoslowakei und Rumänien. Die Tänzerinnen und Tänzer wurden in eine fließende, sinnliche Choreografie eingebunden, die Bewegung im Kontext abstrakter Architektur unter Verwendung des von ihr bevorzugten hellblauen Lichts erforschte.
In den 1980er Jahren gelang Doris Chase der Durchbruch im Mainstream-Fernsehen mit einer Serie von 30-minütigen Videos mit dem Titel By Herself, in denen sie das Thema der älteren Frau in der Gesellschaft einem breiten Publikum vorstellte. Ein Video mit dem Titel Glass Curtain (1983) beschäftigte sich mit den Ängsten der Schauspielerin Jennie Ventriss angesichts des Verfalls ihrer Mutter durch die Alzheimer-Krankheit. Table for One (1985) mit der Schauspielerin Geraldine Page in der Hauptrolle, die den Monolog einer Frau spricht, die nicht gern allein isst, und Dear Papa (1986) mit Anne Jackson und ihrer Tochter Roberta Wallach, gefolgt von A Dancer (1987), waren wichtige Beiträge von Frauen in dieser Zeit. Dear Papa gewann 1986 den ersten Preis beim Internationalen Frauenfilmfestival in Paris.
Parke Godwins Roman A Truce with Time (1988, Bantam Books) ist eine fiktionalisierte Version von Doris Chases Leben während ihrer Zeit in New York. Während er das Buch schrieb, drehte Doris Chase ihren eigenen Film über ihre Beziehung mit dem Titel Still Frame, der vom American Film Institute produziert wurde. 
1989 kehrte Doris Chase nach Seattle zurück und teilte ihre Zeit zwischen Ost- und Westküste auf, indem sie in New York mit Video und in Seattle mit Skulptur arbeitete. Als experimentierfreudige Künstlerin begann sie mit Glasarbeiten, manchmal in Kombination mit Stahl. 1993 produzierte Doris Chase einen Dokumentarfilm über ihr Zuhause, das Chelsea Hotel, das ursprünglich als erster großer Genossenschaftsbau in New York geplant war und 1883 einem Konsortium wohlhabender Familien gehörte. 1905 wurde es in ein Apartmenthaus umgewandelt. Das Video ist eine Hommage an das 110-jährige Bestehen des Gebäudes und an die Menschen, die es ihr Zuhause nennen. 1999 wurde Doris Chases vierteilige Bronzeskulptur Moon Gates im Seattle Center in Washington aufgestellt. Ihr gesamtes Video- und Filmwerk wurde vom Museum of Modern Art (MoMA) in New York erworben. 